# Tom Mix
Thomas Edwin (Tom) Mix, geboren als Thomas Hezikiah Mix (Mix Run, 6 januari 1880 – Florence, 12 oktober 1940), was een Amerikaans acteur. Hij vierde zijn hoogtijdagen tijdens de periode van de stomme film: hij acteerde tussen 1909 en 1935 in 336 speelfilms, produceerde er 88, schreef er 71 en regisseerde er 117. Hiervan waren negen films en de vijftiendelige serie The Miracle Rider met geluid. Mix was, met Broncho Billy Anderson en William S. Hart, een van de eerste westernsterren van Hollywood.

## Biografie

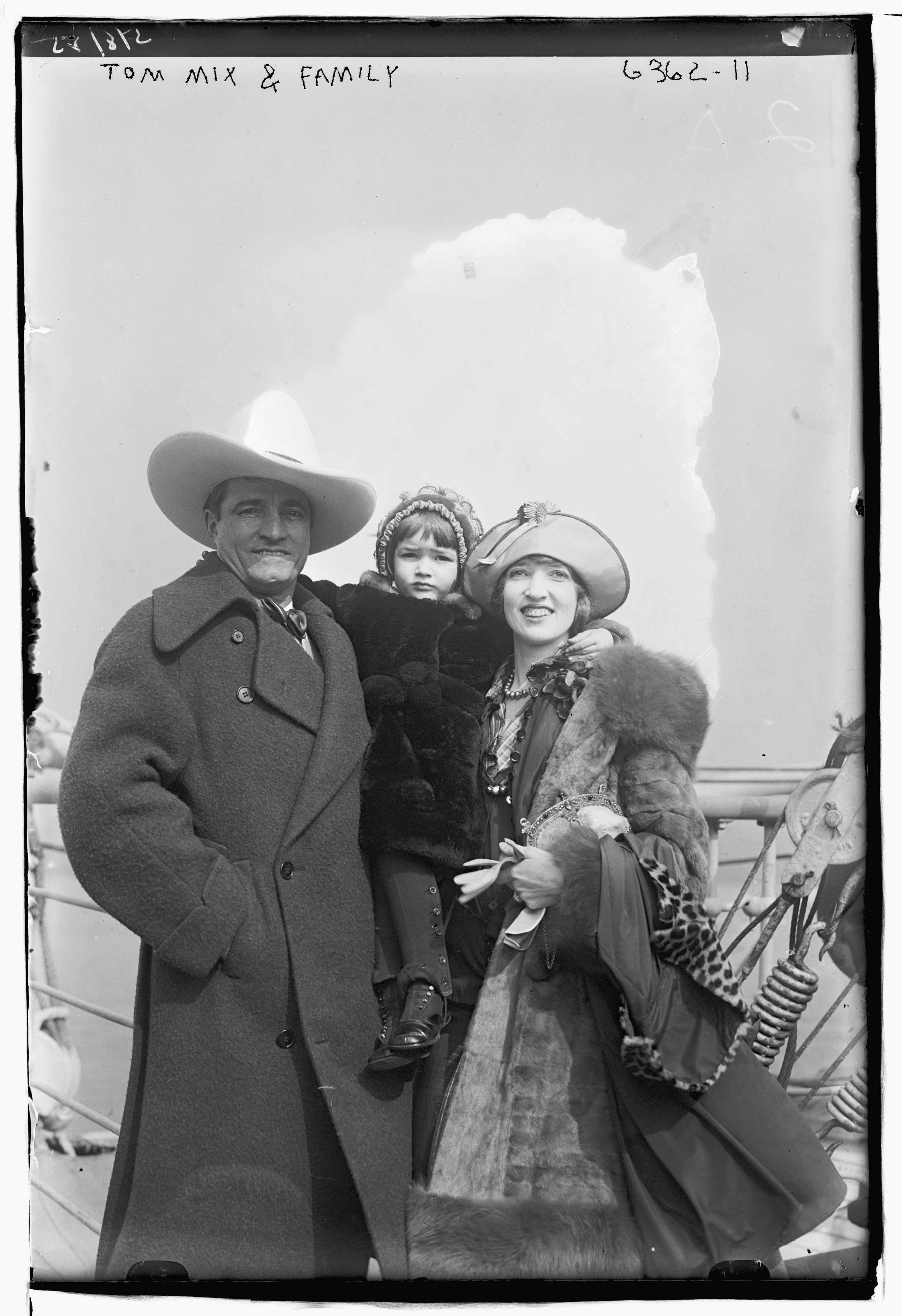
Mix met zijn vierde vrouw Victoria Forde en hun dochter Thomasina

Mix werd in of nabij de plaats Mix Run (Pennsylvania) geboren als Thomas Hezikiah Mix. Hij vond Hezikiah echter maar niets en gebruikte daarom zijn hele leven zijn vaders naam Edwin als tweede naam. Mix ging in 1898 voor een periode van drie jaar in het Amerikaanse leger. Hoewel hij graag vertelde over zijn heldendaden die hij zou hebben verricht tijdens buitenlandse oorlogen is hij zeer waarschijnlijk de Verenigde Staten niet eens uit geweest tijdens zijn dienstplicht. Na deze eerste diensttijd werd hij nogmaals benoemd voor drie jaar. Tijdens een verlofperiode in 1902 huwde hij en keerde niet meer terug naar het leger. Op 6 november 1902 werd gemeld dat hij was gedeserteerd, al werd hij voor het zonder toestemming verlaten van het leger nooit veroordeeld.
Hij werkte onder meer op een ranch voor hij in circussen, rodeo's en Wild West-shows ging spelen. Mix acteerde in 1909 in zijn eerste film en gedurende de jaren 20 was hij een van de populairste en best betaalde filmsterren. Enkele van zijn films waren In the Days of the Thundering Herd (1914), Riders of the Purple Sage (1925) en The Last Trail (1927). Hij verdiende in zijn glorietijd zo'n 17.500 dollar per week. Zijn promotionele bezoeken aan Amsterdam en Berlijn brachten in april 1925 duizenden mensen op de been. De bereden politie kon de menigte in Amsterdam met moeite in bedwang houden. Mix zelf noemde dit bezoek en de rijtoer door de hoofdstad maanden later 'het summum' van zijn reis naar Holland en 'de grootste beloning die hij ooit had gehad'. Circusdirecteur Arnold van der Vegt beweerde Mix goed te kennen en begroette hem amicaal bij zijn aankomst op het treinstation.
Met de komst van de geluidsfilm verloor Mix het grootste deel van zijn inkomsten. Hij verscheen na 1929 nog maar in enkele films. Mix overleed in oktober 1940 aan de gevolgen van een auto-ongeluk. Op de plek van de crash, aan de California State Route 79 nabij Florence, staat een gedenkteken. Zijn paard Tony, dat minstens zo populair was als zijn baas, stierf twee jaar later. Mix heeft een ster op de Hollywood Walk of Fame aan de 1708 Vine Street. In 1968 opende in Dewey (Oklahoma) het Tom Mix Museum.

## Privéleven
Mix is vijf keer getrouwd geweest. Zijn eerste twee huwelijken (met Grace Allen in 1902 en met Kitty Perrine in 1905) werden beide na één jaar ontbonden. Op 10 januari 1909 huwde hij met Olive Stokes, met wie hij in 1912 dochter Ruth kreeg. Zij zou later in haar vaders voetsporen treden als actrice. In het begin van zijn carrière had hij tientallen keren Victoria Forde als tegenspeelster. Het stel werd verliefd, waarna Mix scheidde van zijn vrouw. Forde werd in 1918 zijn vierde echtgenote. Ze stopte met acteren om te zorgen voor hun dochter Thomasina (geboren in 1922). In 1930 gingen Mix en Forde uit elkaar. Hij trouwde in februari 1932 met zijn laatste echtgenote, circusartieste Mabel Hubbell.
Na zijn overlijden werden zijn eigendommen verdeeld over zijn advocaat, zijn vrouw Mabel en zijn jongste dochter Thomasina. Mix, die door de crisis van de jaren 30 en zijn exorbitante levensstijl veel van zijn spaargeld had zien verdampen, onterfde zijn ex-echtgenotes en zijn oudste dochter Ruth. Thomasina ging later naar Nieuw-Zeeland.

## Filmografie (selectie)
- 1909: The Cowboy Millionaire
- 1909: Briton and Boer
- 1910: Ranch Life in the Great Southwest
- 1911: Saved by the Pony Express
- 1912: The Scapegoat
- 1913: The Marshal's Capture
- 1913: The Escape of Jim Dolan
- 1913: Cupid in the Cow Camp
- 1914: Chip of the Flying U
- 1914: The Real Thing in Cowboys
- 1914: The Moving Picture Cowboy
- 1914: The Way of the Redman
- 1914: The Mexican
- 1914: Why the Sheriff Is a Bachelor
- 1914: The Telltale Knife
- 1914: In the Days of the Thundering Herd
- 1914: The Man from the East
- 1915: The Man from Texas
- 1915: Sage Brush Tom
- 1916: The Taming of Grouchy Bill
- 1917: The Heart of Texas Ryan
- 1917: Hearts and Saddles
- 1918: Cupid's Round Up
- 1918: Western Blood
- 1918: Who's Your Father?
- 1918: Mr. Logan, U.S.A.
- 1918: Fame and Fortune
- 1919: Treat 'Em Rough
- 1919: Hell Roarin' Reform
- 1919: The Wilderness Trail
- 1919: Rough Riding Romance
- 1919: The Speed Maniac
- 1919: The Feud
- 1920: The Cyclone
- 1920: The Daredevil
- 1920: The Terror
- 1920: 3 Gold Coins
- 1920: The Untamed
- 1920: The Texan
- 1920: Prairie Trails
- 1921: A Ridin' Romeo
- 1921: The Night Horsemen
- 1921: The Rough Diamond
- 1921: Trailin'
- 1922: Sky High
- 1922: Chasing the Moon
- 1922: The Fighting Streak
- 1922: For Big Stakes
- 1922: Just Tony
- 1922: Catch My Smoke
- 1923: Romance Land
- 1923: Three Jumps Ahead
- 1923: The Lone Star Ranger
- 1923: North of Hudson Bay
- 1923: Eyes of the Forest
- 1924: Ladies to Board
- 1924: The Trouble Shooter
- 1924: The Heart Buster
- 1924: The Last of the Duanes
- 1924: Oh, You Tony!
- 1925: Dick Turpin
- 1925: Riders of the Purple Sage
- 1925: The Rainbow Trail
- 1925: The Lucky Horseshoe
- 1925: The Everlasting Whisper
- 1925: The Best Bad Man
- 1926: The Yankee Señor
- 1926: My Own Pal
- 1926: Tony Runs Wild
- 1926: Hard Boiled
- 1926: No Man's Gold
- 1926: The Great K & A Train Robbery
- 1926: The Canyon of Light
- 1927: The Last Trail
- 1927: The Broncho Twister
- 1927: Outlaws of Red River
- 1927: The Circus Ace
- 1927: Tumbling River
- 1927: Silver Valley
- 1927: The Arizona Wildcat
- 1928: Daredevil's Reward
- 1928: Horseman of the Plains
- 1928: Hello Cheyenne
- 1928: Painted Post
- 1928: Son of the Golden West
- 1928: King Cowboy
- 1929: Outlawed
- 1929: The Drifter
- 1929: The Big Diamond Robbery
- 1932: Destry Rides Again
- 1932: The Rider of Death Valley
- 1932: The Texas Bad Man
- 1932: My Pal, the King
- 1932: The Fourth Horseman
- 1932: Hidden Gold
- 1932: Flaming Guns
- 1933: Terror Trail
- 1933: The Rustlers' Roundup
- 1935: The Miracle Rider